# 串扰
串扰（英文：crosstalk），又稱串音干擾，是电子学和通信学术语。
串扰在电子学上是指两条信号线之间的耦合现象。
产生原因为空间距离近的信号线间发生電感性和電容性耦合、互相干扰。電容性耦合会引发耦合电流，而電感性耦合则引发耦合电压。
在印刷电路板设计和集成电路设计中，串扰是一个比较棘手的问题。